# Nuestra patria
“Nuestra patria” (en pampango: Balen Ku, lit. 'Mi patria'; en tagalo: Bayan Ko, lit. 'Mi patria') es una de las canciones patrióticas más conocidas en Filipinas. Fue escrita por el mayor general José Alejandrino en castellano durante la guerra filipino-estadounidense y traducida a tagalo por José Corazón de Jesús. Se considera como el himno nacional extraoficial del país y se ha usado como una canción de protesta en varios momentos de su historia politicoeconómica.

## Estilo
La canción es un kundiman, que es un género indígena de canciones de amor.

## Letra
Se omitieron todas las referencias a la invasión estadounidense en la traducción al tagalo.
| Letra original: Nuestra patria | Traducción al tagalo: Bayan Ko |
| --- | --- |
| Nuestra patria filipina cuya tierra es de oro y púrpura, tantos tesoros guarda en su lar que tientan al hurtador. Y es por eso que el anglosajón con vil traición la subyuga. Patria mía en prisión: ¡sacúdete del traidor! Aún el ave libre en su volar llora cuando en la jaula está, cuanto más nuestra patria de amor al verse sin paz ni dignidad. Filipinas de mi corazón, tus hijos jamás permitirán que así te robe tu bienestar y libertad. | Ang bayan kong Filipinas, lupain ng ginto’t bulaklak: pag·ibig ang sa kaniyang palad, nag·alay ng ganda’t dilag. At sa kaniyang yumi at ganda, dayuhan ay nahalina. Bayan ko: binihag ka, nasadlak sa dusa. Ibon mang may layang lumipad, kulungin mo at umiiyak! Bayan pa kayang sakdal-dilag, ang di magnasang makaalpas? Filipinas kong minumutya, pugad ng luha ko’t dalita, aking adhika: makita kang sakdal laya! |